# Cramer-Shoup-Kryptosystem
Das Cramer-Shoup-Kryptosystem ist ein von Ronald Cramer und Victor Shoup entwickeltes asymmetrisches Kryptosystem, das als eine Erweiterung des Elgamal-Verschlüsselungsverfahrens aufgefasst werden kann. Es war das erste praktikable Verschlüsselungsverfahren, das im Standardmodell (ohne Zufallsorakel) gegen adaptive Chosen-Ciphertext-Angriffe sicher war. Die Sicherheit des Verfahrens beruht auf der Schwierigkeit des Decisional-Diffie-Hellman-Problems.

## Das Verfahren
Wie alle asymmetrischen Verschlüsselungen besteht auch das Cramer-Shoup-Verfahren aus drei Algorithmen.

### Schlüsselerzeugung
- Zuerst wählt man eine (hier multiplikativ geschriebene) zyklische Gruppe {\displaystyle G} von Primordnung {\displaystyle q} und in dieser zwei Erzeuger {\displaystyle g_{1},g_{2}}. Zusätzlich muss noch eine kryptologische Hashfunktion {\displaystyle H} festgelegt werden. Diese Werte sind öffentliche Parameter und können von mehreren Benutzern gleichzeitig genutzt werden.
- Dann werden als geheimer Schlüssel zufällige {\displaystyle x_{1},x_{2},y_{1},y_{2},z\in \mathbb {Z} _{q}} gewählt.
- Aus diesen wird der öffentliche Schlüssel {\displaystyle c=g_{1}^{x_{1}}g_{2}^{x_{2}},d=g_{1}^{y_{1}}g_{2}^{y_{2}},h=g_{1}^{z}} berechnet.

### Verschlüsselung
Um eine Nachricht {\displaystyle m\in G} mit dem öffentlichen Schlüssel {\displaystyle (c,d,h)} zu verschlüsseln geht man wie folgt vor:
- Es wird ein zufälliges {\displaystyle r\in \mathbb {Z} _{q}} gewählt.
- {\displaystyle u_{1}=g_{1}^{r},u_{2}=g_{2}^{r}}
- {\displaystyle e=h^{r}m} Das ist die Verschlüsselung der Nachricht wie bei ElGamal.
- {\displaystyle \alpha =H(u_{1},u_{2},e)}, wobei {\displaystyle H} eine universal-one-way Hashfunktion oder eine kollisionsresistente Hashfunktion ist.
- {\displaystyle v=c^{r}d^{r\alpha }}. Dieses Element stellt sicher, dass ein Angreifer nicht Teile des Chiffrats benutzen kann um weitere Chiffrate zu erzeugen und sichert so die für die Sicherheit notwendige Nicht-Verformbarkeit

Das Chiffrat besteht dann aus {\displaystyle (u_{1},u_{2},e,v)}.

### Entschlüsselung
Um ein Chiffrat {\displaystyle (u_{1},u_{2},e,v)} mit dem geheimen Schlüssel {\displaystyle (x_{1},x_{2},y_{1},y_{2},z)} zu entschlüsseln führt man zwei Schritte durch.
- Zuerst berechnet man {\displaystyle \alpha =H(u_{1},u_{2},e)} und überprüft ob {\displaystyle u_{1}^{x_{1}}u_{2}^{x_{2}}(u_{1}^{y_{1}}u_{2}^{y_{2}})^{\alpha }=v}. Falls das nicht der Fall ist, wird die Entschlüsselung abgebrochen und eine Fehlermeldung ausgegeben.
- Falls nicht, berechnet man den Klartext {\displaystyle m=e/(u_{1}^{z})}.

### Korrektheit
Die Korrektheit des Verfahrens folgt aus
{\displaystyle u_{1}^{z}=g_{1}^{rz}=h^{r}} und {\displaystyle m=e/h^{r}}.

## Instanziierung
Als Sicherheitsniveau wählen wir die Standardlänge für generische Anwendungen von 128 bit.
Daraus ergibt sich eine Ausgabelänge von 256 bit für die Hashfunktion. SHA-256 kann als kollisionsresistent angenommen werden.
Man braucht eine Gruppe, in welcher das Decisional-Diffie-Hellman-Problem schwierig zu berechnen ist, wie etwa {\displaystyle \mathbb {Z} _{p}^{*}}. Dazu wählt man eine Primzahl {\displaystyle p} mit einer Länge von 3248 bit, so dass die Gruppe eine multiplikative Untergruppe von Primordnung {\displaystyle q} hat, wobei {\displaystyle q} eine Länge von 256 bit haben sollte. Das heißt, dass {\displaystyle q|(p-1)} gelten muss.
Aus der Wahl der Parameter ergibt sich eine Länge von {\displaystyle 5\cdot 256=1280} bit für den geheimen Schlüssel, und {\displaystyle 3\cdot 3248=9744} bit für den öffentlichen Schlüssel. Ein Chiffrat ist {\displaystyle 4\cdot 3248=12992} bit lang.